# 마하마두 이수푸

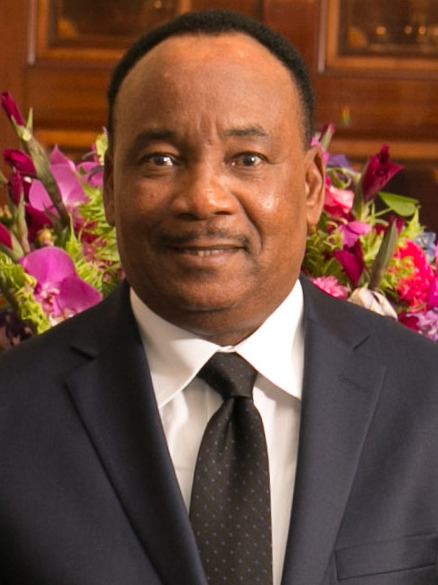
마하마두 이수푸

마하마두 이수푸(프랑스어: Mahamadou Issoufou, 1952년 ~ )는 니제르의 정치인으로, 2011년 4월 7일부터 니제르의 대통령을 맡고 있다. 이수푸는 1993년부터 1994년까지 총리, 1995년부터 1996년까지 국회의장을 역임한 인물로, 1993년 니제르 대통령 선거 후보이기도 했다.
이수푸가 이끄는 정당은 사회민주주의를 지향하는 니제르 민주사회당(Nigerien Party for Democracy and Socialism, PNDS-Tarayya)이다. 이수푸는 마마두 탄자가 대통령으로 있었던 1999년부터 2010년까지 니제르 야권의 주요 지도자였다.
2021년에는 대선에 출마하지 않았다.